# جيفيد تشالابييف
جيفيد تشالابييف (مواليد 17 مايو 1992) هو ملاكم أذربيجاني، مثّل بلاده في الألعاب الأولمبية الصيفية 2016.

## روابط خارجية
جيفيد تشالابييف على موقع اللجنة الأولمبية الدولية (الإنجليزية)
- جيفيد تشالابييف على موقع أوليمبيديا (الإنجليزية)
- جيفيد تشالابييف على موقع اللجنة الأولمبية الأذربيجانية (الأذربيجانية)